# Pinahat
Pinahat es un pueblo y nagar Panchayat situado en el distrito de Agra en el estado de Uttar Pradesh (India). Su población es de 18709  habitantes (2011). Se encuentra a 55 km de Agra.

## Demografía
Según el censo de 2011 la población de Pinahat era de 18709 habitantes, de los cuales 9880 eran hombres y 8829 eran mujeres. Pinahat tiene una tasa media de alfabetización del 68,27%, superior a la media estatal del 67,68%: la alfabetización masculina es del 77,43%, y la alfabetización femenina del 58,15%.